# Tupurlansaari
Tupurlansaari är en ö i Finland. Den ligger i sjön Tupurlajärvi och i kommunen Sastamala i den ekonomiska regionen  Sydvästra Birkaland och landskapet Birkaland, i den sydvästra delen av landet, 180 km nordväst om huvudstaden Helsingfors. Öns area är 1,3 hektar och dess största längd är 210 meter i öst-västlig riktning.